# Shinano (1944)
Shinano (jap. 信濃 Shinano) – japoński lotniskowiec z okresu II wojny światowej

## Historia
W dniu 4 maja 1940 r. w stoczni w Yokosuka położono stępkę pod trzeci z kolei pancernik typu Yamato, który nazwano „Shinano”. Okręty typu Yamato były największymi pancernikami, jakie kiedykolwiek zbudowano.
W związku z trudnościami z zaopatrzeniem i brakiem surowców w dniu 12 grudnia 1940 r. konstrukcję „Shinano” wstrzymano.
W 1942 r. podjęto decyzję, aby kontynuować budowę tego okrętu, lecz już jako lotniskowca. Zachowano jego podstawowe parametry – wyporność oraz wymiary, gdyż kadłub był prawie ukończony. Miejsce potężnej artylerii głównej i części opancerzenia zajęły zbiorniki paliwa o dużej pojemności oraz magazyny części zapasowych, gdyż okręt przeznaczony został jako centrum zaopatrzenia dla mniejszych lotniskowców. Duży, jednokondygnacyjny hangar o długości 168 m mógł pomieścić do 120 samolotów, jednak zakładano, że tylko od 40 do 50 będzie prowadzić działania bojowe z okrętu, reszta miała służyć do uzupełniania strat bojowych towarzyszących lotniskowców. Jednostka bojowa ulokowana była w dziobowej części okrętu, natomiast samoloty w transporcie miały swoje miejsce na rufie.
„Shinano” stał się największym lotniskowcem i jednocześnie, razem z „Yamato” i „Musashi”, największym okrętem II wojny światowej. Podobną wyporność osiągnął dopiero 11 lat później amerykański lotniskowiec „Forrestal”. Wodowanie „Shinano” nastąpiło w dniu 8 października 1944 r.
W dniu 19 listopada 1944 r. okręt został włączony w skład floty japońskiej. Wypłynął w swój pierwszy rejs, z Yokosuki do stoczni Kure, gdzie miało nastąpić jego ostateczne wyposażenie (m.in. zamontowanie drzwi grodzi wodoszczelnych) i przeszkolenie załogi. Na pokładzie wciąż było wielu robotników stoczniowych. W dniu 29 listopada 1944 r. na południe od wyspy Honsiu lotniskowiec „Shinano”, płynący w osłonie niszczycieli, został zauważony przez amerykański okręt podwodny USS „Archerfish” (SS-311). Wystrzelił on w kierunku lotniskowca 6 torped, z których cztery trafiły w prawą burtę: trzy w śródokręcie, czwarta w część rufową. Spowodowało to narastający przechył okrętu, którego nie udało się już opanować. Pomimo prób holowania przez eskortujące niszczyciele, „Shinano” przewrócił się i zatonął. Chociaż lotniskowiec utrzymywał się na wodzie jeszcze przez kilka godzin po trafieniach, w wyniku paniki wśród niedoświadczonych marynarzy i robotników, a także z powodu niesprawności systemów ratowniczych okrętu śmierć poniosła większość załogi.

## Dane techniczno-taktyczne oraz wyposażenie
- Wymiary:
  - wysokość: 24,81 m
- Opancerzenie:
  - burty: 158 – 398 mm
  - pokład: 76 – 227 mm
- Uzbrojenie:
  - obronne:
    - 16 dział przeciwlotniczych 127 mm Typ 89 L/40
    - 145 działek przeciwlotniczych 25 mm L/60 Typ 96 L/60
    - 22 przeciwlotnicze karabiny maszynowe kal. 13 mm
    - 12 wyrzutni niekierowanych przeciwlotniczych pocisków rakietowych kal. 120 mm

  - lotnicze: 
    - 20 samolotów myśliwskich Mitsubishi A6M (w tym 2 rezerwy)
    - 20 samolotów torpedowych Aichi B7A Ryusei (w tym 2 rezerwy)
    - 7 samolotów rozpoznawcze Nakajima C6N Saiun (w tym 1 rezerwy)
    - Okręt mógł przenosić do 120 samolotów, z czego większość miała służyć do uzupełniania strat bojowych towarzyszących lotniskowców
- Załoga: 2400